# Rachel Cliff (attivista)
Rachel Cliff (New Jersey, 1806 – Filadelfia, 28 giugno 1885) è stata un'attivista statunitense; è stata una delle due donne a partecipare come delegata ufficiale all'incontro di Filadelfia della Convenzione delle Persone di Colore del 1855, insieme a Elizabeth Armstrong. Lavorava in qualità di domestica a Filadelfia.

## Primi anni di vita
Rachel Cliff nacque nel New Jersey, lo stato natale di entrambi i genitori, nel 1806. Si trasferì a Filadelfia, in Pennsylvania, e sposò Isaac Cliff, un barbiere.

## Attivismo
La Cliff era impegnata nel Colored Conventions Movement, un movimento composto da afroamericani liberi e fuggiaschi che cercava di promuovere i diritti degli afroamericani in materia di legge, lavoro e istruzione.

## Convenzione Nazionale dei Neri del 1855
La Cliff era una delegata alla National Colored Convention di Filadelfia del 1855, una delle tante convenzioni che componevano il Colored Conventions Movement. Era una delle due sole donne delegate dalla Pennsylvania. Durante la convention del 1855, i delegati discussero la creazione di una scuola industriale per gli afroamericani, esaminarono un rapporto del Comitato per i settori meccanici tra le persone di colore degli Stati liberi e pronunciarono un discorso a favore delle persone tenute in schiavitù.

## Vita privata
Rachel Cliff ebbe un figlio, John Cliff, nel 1839 o 1840. Era sposata con Isaac Cliff, che morì prima di lei. Rachel rimase vedova qualche tempo prima del 1874, quando viene registrata nell'Elenco della Città di Filadelfia in qualità di donna delle pulizie. In seguito, nel 1880, viene riportata come domestica insieme a due suoi nipoti, un musicista e un cameriere.

## Morte
Rachel Cliff morì a Filadelfia, in Pennsylvania, il 28 giugno 1885, presso la 24th Ward Home for Aged and Infirm Colored Persons e fu sepolta il 30 giugno nel Cimitero di Lebanon.